# Кастро (Сан Франциско)
Кастро (енгл. The Castro; Castro District) је четврт у Сан Франциску. Сматра се првом америчком Геј четврти, а данас је највећа и најпознатија.

## Историја
Кастро се од радничке четврти трансфрмисао у геј четврт између 1960. и 1970, а данас је симбол и извор геј, лезбијског, бисексуалног и трансродног активизма и догађаја. У оквиру ове четврти сваке прве недеље у октобру организује се традиционални Кастро улични фестивал.
Четврт је добила име по Хосеу Кастру, вођи мексичке опозиције америчкој управи у Калифорнији током XIX века, а формирана је 1887.

## Познате личности
- Харви Милк - Политичар и ЛГБТ активиста

## Галерија слика
- Поглед на Кастро
- Harveys Bar, Кастро
- Продавнице близу укрштања Кастро и 18. улице
- Застава дугиних боја, једна од многих које се могу видети у Кастру
- Позориште
- Улица Кастро